# Battaglia navale di Fort Pillow
La battaglia navale di Fort Pillow (a volte conosciuta come lo scontro di Plum Point Bend) ebbe luogo sul fiume Mississippi tra la Flotta di difesa fluviale confederata la quale consisteva in un certo numero di natanti a pedali a ruota laterale in legno convertiti in imbarcazioni dotate di rostro e la flottiglia denominata Mississippi River Squadron dell'Union Navy, consistente in un certo numero di corazzate
Lo scontro a fuoco avvenne a circa quattro miglia al di sopra dell'odierno Fort Pillow State Park il 10 maggio del 1862, nel quadro del Teatro Occidentale della guerra di secessione americana.

## Battaglia
A seguito della sconfitta rimediata nella battaglia dell'Isola numero 10 e delle altre perdite confederate sia a Nord che ad Est della Fortezza, lo squadrone dell'Unione procedette spedito lungo il corso del grande fiume.
La mattina presto del il 10 maggio la flotta di difesa fluviale confederata lo sorprese ed attaccò dopo che si era mosso per sostenere gli attacchi di mortaio contro il Fortino. Durante la battaglia la USS Cincinnati e la USS Mound City subirono uno speronamento. Le navi unioniste si spostarono poi in acque poco profonde.
Incapaci di proseguire a causa di un pescaggio più profondo, le navi confederate si ritirarono. La Cincinnati e la Mound City rimasero gravemente danneggiati e affondarono.
Sebbene i confederati risultassero vittoriosi lo squadrone dell'Unione fu in grado di procedere comunque lungo il fiume e di attaccare le forze navali confederate durante la battaglia di Memphis del mese seguente. Entrambe le unità danneggiate vennero successivamente riparate e rimesse in servizio attivo.